# Prix de littérature Gérald-Godin
Pour les articles homonymes, voir Godin.
Le prix de littérature Gérald-Godin est un prix littéraire québécois (roman, poésie, nouvelle, essai, conte) remis annuellement en l'honneur de Gérald Godin, poète, journaliste et ministre né à Trois-Rivières. Il a été créé le 10 mai 1984 par la Ville de Trois-Rivières, l'Université du Québec à Trois-Rivières et le Cégep de Trois-Rivières sur l'initiative de la Société des écrivains de la Mauricie. 

## Historique
Ce prix s'appelait le prix littéraire de Trois-Rivières jusqu'en 1994. 

## Lauréats
La liste des lauréats et lauréates est la suivante ,:
- 1984 - Gatien Lapointe (À titre posthume)[3].
- 1985 - Clément Marchand (Œuvre de toute une vie).
- 1986 - Alphonse Picher (Œuvre de toute une vie)[4].
- 1987 - Pierre Chatillon (Œuvre de toute une vie)[5].
- 1988 - Négovan Rajic, Sept roses pour une boulangère, Éditions Pierre Tisseyre, 1987.
- 1989 - Gaëtan Brulotte, Ce qui nous tient, Leméac, 1988.
- 1989 - Jocelyne Felx, Les Pavages du désert, Éditions du Noroît, 1988.
- 1990 - Non attribué
- 1991 - Louis Jacob, Les Temps qui courent, roman, L'Hexagone, 1990.
- 1992 - Marie Gagnier, Une île à la dérive, roman, Québec Amérique, 1991.
- 1993 - Guylène Saucier, Sarabande, Québec Amérique, roman, 1991.
- 1994 - François Dumont, Usages de la poésie : le discours des poètes québécois sur la fonction de la poésie (1945-1970), essai, Presses de l'Université Laval, 1993.
- 1996 - Gérald Gaudet, La fiction de l'âme, poésie, 1995.
- 1997 - Éric Roberge, Trafiqueurs de nuit, poésie, Trois-Rivières, Écrits des Forges, 1996.
- 1998 - Monique Juteau, Des jours de chemins perdus et retrouvés, poésie, Trois-Rivières, Écrits des Forges, 1997.
- 1999 - Marie Gagnier,La quête de Melville, roman, Québec Amérique, 1998.
- 2000 - Judith Cowan, Plus que la vie même, nouvelles, Montréal, Boréal, 1999.
- 2001 - Négovan Rajic, Vers l'autre rive. Adieu Belgrade., roman, Lausanne, Édition l'Age d'Homme, 2000.
- 2002 - Fred Pellerin, Dans mon village, il y a belle lurette…, contes, Montréal, Planète rebelle, 2001.
- 2003 - Serge Mongrain, Gladys, prose, Éditions d'art Le Sabord, 2002.
- 2004 - Marie Gagnier, Console-moi, roman, Montréal, Boréal, 2003.
- 2005 - Pierre Labrie, à minuit. Changez la date, poésie, Écrits des Forges, 2004.
- 2006 - Réjean Bonenfant, Mamerlor : chroniques autour d'un Q-Tip, roman, Éditions d'art Le Sabord, 2005.
- 2007 - Guy Marchamps, L'Innommé, poésie, Éditions d'art Le Sabord, 2006.
- 2008 - Luc Martin, Les habits de glace, roman, La Veuve noire éditrice, 2007.
- 2009 - Nancy Montour, Capitaine Flop : le coffre du pirate masqué, roman jeunesse, Dominique et compagnie, 2008.
- 2010 - Patrick Boulanger, Selon Mathieu, roman, Éditions Triptyque, 2009.
- 2011 - Michel Châteauneuf, La Société des pères meurtriers, thriller noir, Éditions Vents d’Ouest, 2010.
- 2012 - Réjean Bonenfant, Quelques humains, quelques humaines, Joey Cornu éditeur, 2011
- 2013 - Djemila Benhabib, Des femmes au printemps, VLB éditeur, 2012.
- 2014 - Mathieu Croisetière, Banlieues, recueil de poésie, Éditions d’art Le Sabord, 2013.
- 2015 - Gaëtan Brulotte, La contagion du réel, nouvelle, Lévesque éditeur, 2014.
- 2016 - Louise Lacoursière, La jeune fille au piano : dans l’univers de La Saline, roman, Libre expression, 2015.
- 2017 - Claude K. Dubois et Nadine Poirier, Le jardinier qui cultivait des livres, album jeunesse, D'eux, 2016.